# 两淮税警总团
两淮税警总团是由两淮税警局改编的一支部队，抗日战争期间活跃在苏北地区。1945年日本投降后，率部接管南京。税警总团因通共嫌疑，并入第七十一军。

## 历史
1930年冬，设淮北缉私局，负责盐务缉私。1932年改为财政部淮北税警区。1935年4月，淮南、淮北两盐区合并，在灌云板浦成立两淮税警局。
1937年抗战爆发后，由于两淮盐场停产，盐运中断，中华民国财政部报经国民政府军事委员会批准，把两淮盐务局各区队分散的税警武装共11000人集中改编成三个旅级支队，辖六个团级的游击总队（第1至第6），编为第八军游击司令部，配合第八军进入连云港港区，担任连云港国防任务。该军军长黄杰曾任税警总团长。8月黄杰率领第八军并税警总团参加淞沪会战。原两淮税警局长曾锡珪率第八军游击司令部的各部队，接替连云港全部阵地的守备任务。缪澂流的第五十七军军部驻海州。
徐州沦陷后，1938年8月代理江苏省政府主席兼第24集团军副总司令韩德勤经蒋介石批准，并吞第八军各游击总队，曾锡珪交出所部后赴重庆，由第八十九军军长兼江苏省保安司令李守维兼任游击司令一职，游击司令部和各支队、各总队干部大多离开苏北。财政部宋子文、孔祥熙等为两淮税警被江苏省方吞并一事，向蒋介石、何应钦提出抗议。最后处理办法为：两淮税警部队，即第八军游击支队、总队全部恢复原番号、原任务，派黄浦一期的第88师副师长陈泰运任鲁苏战区第八游击司令到苏北负责掌握这支部队。1939年1月陈到任后上报财政部，改编为两淮税警总团，辖三个旅、计六个团。1939年3月，日军为打通东陇海线，攻占连云港，同时又旨在掠夺淮北数万吨存盐，发动对苏北大举进攻，占领连云港港区及淮阴、阜宁、涟水之线。两淮税警总团从响水撤退到阜宁以南，与阜宁之日军对峙，司令部移至盐城县龙冈镇。
1940年8月，韩德勤上报军政部，把两淮税警总团缩编为苏北游击指挥部，辖二个纵队、计四个支队，陈泰运为指挥官，林叙彝为副司令官，上校参谋处长包毅。调至姜堰进剿陈毅的黄桥新四军。1940年8月，苏北游击指挥部第2纵队司令李其实在韩德勤鼓动下，指挥张宾清支队向黄桥镇西北的北新街新四军部队进攻（此为第一次进剿），损失了约一个大队，战后新四军把缴获的武器如数退还给陈泰运。8月21日韩德勤发动第二次进剿，以苏北游击指挥部为中路军，林叙彝为中路军指挥官，包毅为中路军参谋长，部队接近古溪后就停止不前，“二李”的右路军根本不动，韩的嫡系部队组成的左路军同新四军接触后见情况不妙，遂下令全线撤退，第二进剿宣告结束。省方的张少华保安9旅趁机接防姜堰，陈泰运部被迫调驻曲塘。1940年黄桥事变前，黄逸峰代表陈毅，斡旋陈泰运、李明扬两部与新四军组建“联抗”。 10月6日，韩德勤发动第三次进剿，此即为黄桥决战，坐视鲁苏战区副司令长官韩德勤部全军覆没。10月8日至10月10日在曲塘税警团与新四军因误会发生交战，经叶飞与陈泰运、林叙彝双方见面会谈，消除误会，双方撤兵结束冲突。此后，李明扬、陈泰运两部与新四军在苏中合作抗日直至1945年日本投降。1940年10月10日成立“联抗”，全称为“鲁苏皖边区游击总指挥部直属纵队、鲁苏战区苏北游击指挥部第三纵队联合抗日司令部”，由新四军、李明扬、陈泰运各派1个连组成，并收编了白米、曲塘两个常备中队，吸收了一批青年，编为4个大队共千余人，分驻胡家集、曲塘、白米、小白米一线，各方公推国民政府军事委员会战地党政委员会中将委员、地下党员黄逸峰为“联抗”司令，同时宣布副司令李俊民、副司令兼参谋长周至堃、政治部主任张孤梅的任命，司令部驻曲塘。后来又先后派贺敏学、戴为然等十多人到“联抗”工作，以加强并保证党的绝对领导。1941年2月李长江率部投敌后，日军进占了泰州、东台、兴化和海安，伪军进驻了曲塘、白米。陈泰运部、“联抗”部队转入农村。为切实加强部队管理，解决逃亡问题，1941年7月上旬，“联抗”部队奉新四军军部命令北上盐阜地区整训，配合新四军第三师黄克诚部多次参加反“扫荡”斗争，战斗减员至800人，于中秋节前夕返回海安曲塘以北地区。1941年8月，成立了中共兴（化）东（台）泰（县）“联抗”特区工委；1942年11月特区工委改为兴东泰地委，黄逸峰任书记，戴为然任副书记。
1943年1月和4月，日伪调动二万多人对苏北大扫荡作战。陈泰运在溱潼以南约三千人转移至“联抗”和沿海的新四军苏中二分区根据地得到掩护，未受到损失。而在河北区的二千多人就受到损失。陈泰运认为部队受到新四军的影响，动摇了其指挥权，开始撤换与“联抗”和新四军关系亲密的军官，严命各部与新四军保持距离。此次大扫荡后，韩德勤的江苏省政府、鲁苏战区副总司令部、第八十九军撤离苏北至皖北阜阳。国民政府军事委员会下令以苏北敌后坚持抗战的李明扬、陈泰运两部，组建鲁苏战区长江下游挺进军、设立江苏省特别行政区行政公署，辖区为长江淮河之间16个县（不含淮阴），李、陈二人分别担任正副总司令、行署正副主任。
1944年后，陈泰运和“联抗”的分歧加剧。苏中军区考虑到“联抗”部队兵力有限，遂将原在通海地区活动的汤景延支队调归“联抗”为第二团，并任命汤景延为“联抗”副司令员。1944年8月17日，税警总团与驻时堰的汪伪军联合袭击中国共产党领导下的“联抗”部队，“联抗”参谋长李华牺牲。1944年9月22日至10月31日，新四军叶飞部发起作战，日军旅团长山本率2000余日伪军由姜堰、曲塘分路增援陈泰运部，均被新四军击退。税警总团伤亡上千，俘1300余人，攻克据点19处。新四军伤亡营以下指战员313人。向新四军投降数百，近千官兵逃往泰州投降日军，改编为汪伪第二十五军。陈泰运率300余人突围，驻溱潼镇。1944年10月10日“联抗”改编，第1团编为苏中军区特务5团，第2团改编为紫石县独立团。1945年5月李明扬被日军俘获后，所部与陈泰运部合并。重庆正式发布陈泰运为苏北挺进军总指挥官兼淮南行署主任。参谋长包毅。
1945年日本投降后，陈泰运奉命率部接管南京。税警总团因通共嫌疑，1945年底，陈泰运部并入第七十一军，以陈明仁、陈泰运为正副军长，对陈泰运所部原营级以上官佐一律实行降级退役，迫令离开部队。